# 夏璣
夏璣（1428年—？），字德乾，直隸蘇州府崑山縣人，軍籍，明朝政治人物。同進士出身。

## 生平
景泰元年（1450年）庚午科應天府鄉試第一百十五名。景泰五年（1454年）參加甲戌科會試第八十三名，殿試登進士第三甲第二十三名。曾官江西大庾縣知縣。

## 轶事
《濯纓亭筆記》載夏璣知大庾縣時，遇旱災，入大庾嶺下深澗尋龍祈雨之事。

## 家族
曾祖父夏文達。祖父夏繼益。父亲夏人傑。